# 瓦妮莎·吉勒
瓦妮莎·吉勒（法語發音：[vanɛsa ʒil]；1996年3月11日—）是加拿大職業女子足球員，司職後衛，現效力加拿大國家女子足球隊與女子德甲球隊拜仁慕尼黑。

## 生平

### 俱樂部生涯
2018年1月，吉勒簽約加盟塞浦路斯甲級聯賽球隊阿波羅利馬索爾，並在對陣阿諾爾索西斯的比賽上第一次上陣。吉勒為利馬索爾上陣11場常規賽、3場盃賽，並協助球隊在塞浦路斯盃總決賽通過點球大戰擊敗同區死敵皮爾戈斯利馬索爾。
2018年7月，吉勒簽約加盟法甲球隊波爾多。

### 國家隊生涯
吉勒的父母出生於法國巴黎，但本人出生於加拿大魁北克，因此有資格為加拿大或法國上陣。
2018年11月，吉勒入選法國U-23國家隊，並在迎戰比利時的友誼賽上上陣。該場比賽法國以5-2擊敗比利時。
2019年1月，吉勒第一次入選加拿大成年國家隊，並在迎戰瑞士的友誼賽上第一次上陣。同年11月，吉勒再次入選國家隊，出戰永川国际女足邀请赛。11月10日，吉勒第一次為加拿大首發上陣，並協助球隊以3-0擊敗新西蘭.
2021年2月，吉勒再次入選國家隊，出戰當年的她相信盃女足邀請賽。根據加拿大足協和波爾多的約定，吉勒在打完對陣美國的比賽後就回到了法國。雖然加拿大以0-1負於美國，但吉勒在比賽中的表現卻得到了教練和媒體的好評。同年4月，吉勒再次入選國家隊，參加對陣威爾士和英格蘭的友誼賽。

### 個人生活
2019年3月20日，吉勒曾獲邀出席聯合國婦女地位委員會第63次會議，並在會上發表講話。

## 註解
1. ↑  請注意此處的「G」發/ʒ/音而不發/g/音，末尾的「S」不發音，因此香港譯名「基莉絲」與原文發音不符。
2. ↑  雖此為法語姓名，其姓氏的英語發音音同「吉爾」。

## 外部連結
- 凡妮莎·吉勒 （页面存档备份，存于）在辛辛那提大學
- 瓦妮莎·吉勒在加拿大足球協會
- 凡妮莎·吉勒 （页面存档备份，存于）在賽普勒斯足球協會